# Pjotr Matrjoničev

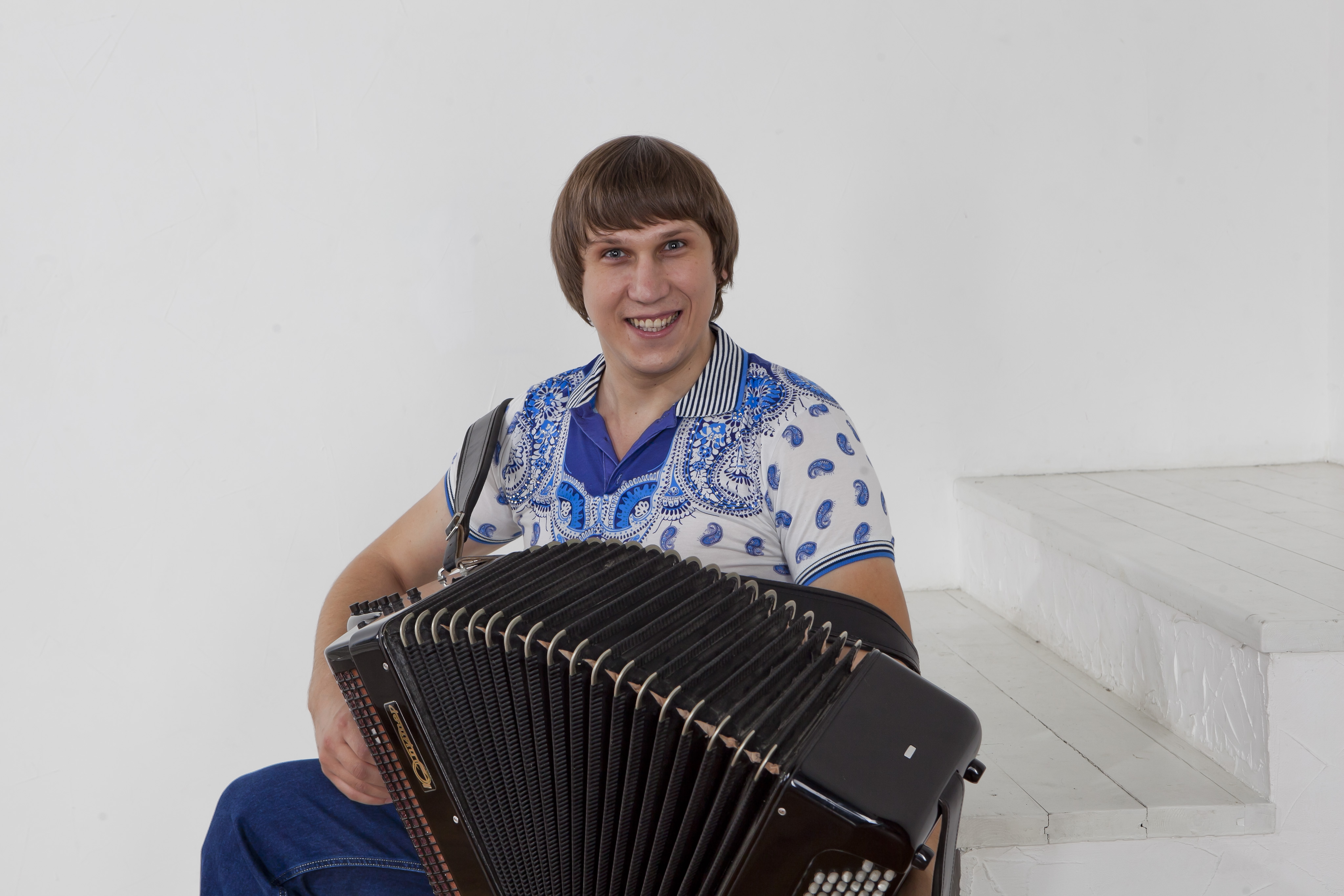
Matrjoničev s harmonikou

Pjotr Vladimirovič Matrjoničev (rusky Пётр Владимирович Матрёничев) (narozen 31. května 1985, Volgogradská oblastSovětský svaz) je ruský harmonikář.

## Biografie
Původem je donský kozák. Jeho matka i otec pracovali v sovchozu. Sám Pjotr se již odmala zabýval hudbou; v roce 2004 ukončil hudební vzdělání v Borisoglebsku a poté se věnoval koncertování. Hrál většinou ruské lidovky. Díky své parodii hitu „Gangnam Style“ (Opa Russian Style) se stal populárním na ruském internetu. V roce 2015 zparodoval rakouského zpěváka Conchita Wurst svým singlem „Davaj Evropa Opa“.